# اللجنة المركزية للملاحة في نهر الراين
اللجنة المركزية للملاحة في نهر الراين منظمة دولية أوروبية مهمتها تشجيع الازدهار من خلال تأمين مستوى عال من الأمن للملاحة من نهر الراين والمناطق المحيطة به. وهي أقدم منظمة دولية موجودة مختصة بهذا المجال.

## الأمانة العامة
لجنة حقوق الإنسان والأمانة العامة، مقرها في ستراسبورغ، في قصر لو رين. فقد 18 من الموظفين الذين يتعاملون مع الإدارة العامة من اصل 50 اجتماعا سنويا، والتمثيل الخارجي، وإدارة الضمان الاجتماعي لطواقم السفن على نهر الراين وإدارة حيث مقر المحكمة الدولية للملاحة في نهر الراين.